# Arma secundária

Exemplos de armas secundárias:
um revólver de cano curto e uma faca.

Uma arma secundária é uma arma, geralmente uma pistola ou revólver, mas às vezes uma faca, adaga, espada, baioneta ou outra arma para combate corpo a corpo, que é portada junto ao corpo em um coldre ou bainha (no caso de uma faca, punhal, espada ou baioneta) para permitir acesso e uso imediatos. Normalmente, uma arma secundária é um equipamento necessário para oficiais militares e também policiais. O pessoal uniformizado dessas forças usa suas armas secundárias abertamente, enquanto o pessoal à paisana as usam escondidas sob as roupas ("porte velado"). Uma arma secundária pode ser carregada sozinha ou como reserva de uma arma primária, tal como um fuzil, escopeta ou submetralhadora.

## Utilização

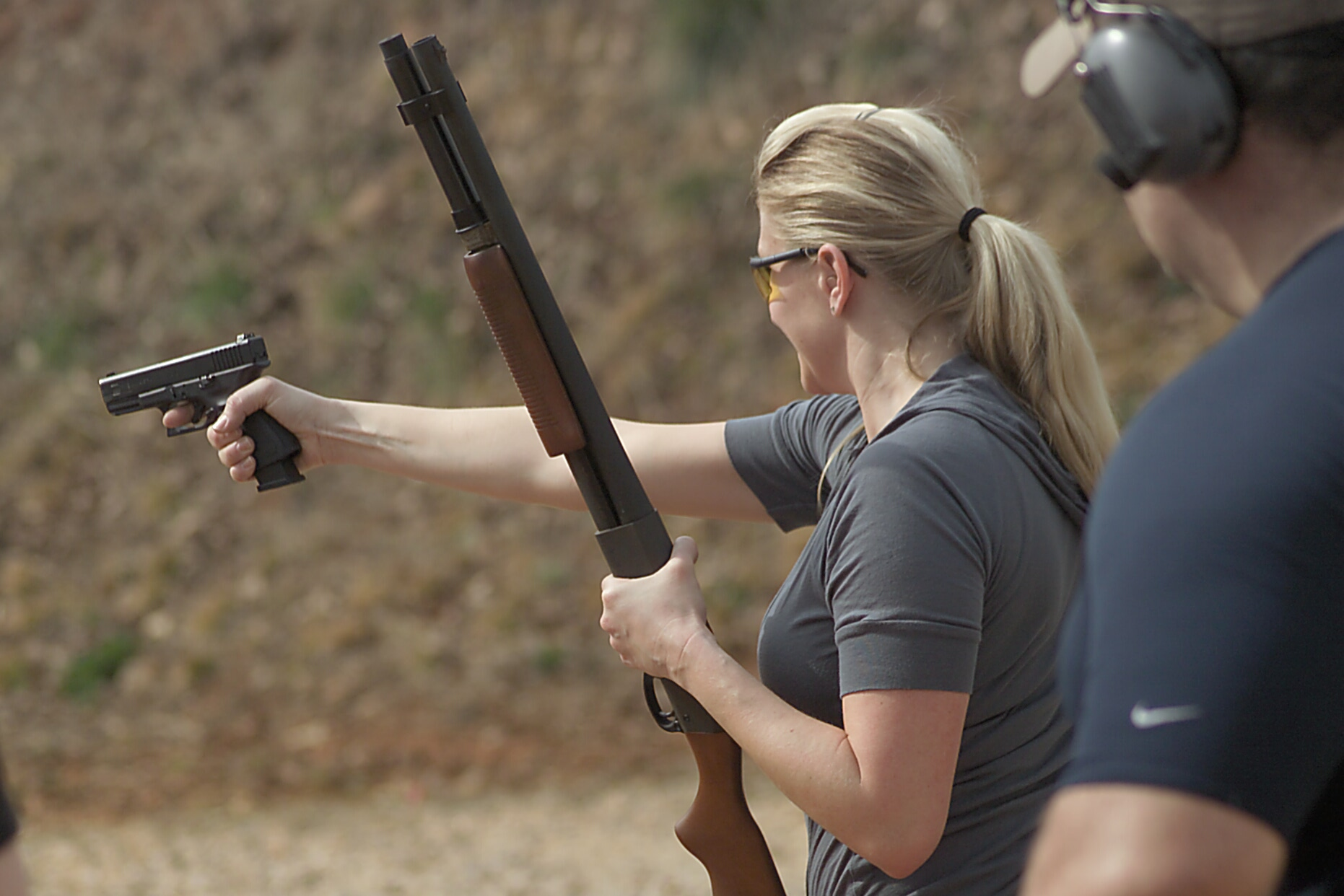
Uma atiradora, armada com uma Remington Modelo 870 como arma principal, disparando sua arma secundária Glock.

Originalmente, o termo se referia a espadas, punhais e armas brancas semelhantes que eram consideradas armas secundárias em seus respectivos períodos de tempo; embora o uso moderno do termo arma secundária ainda inclua espadas, punhais, baionetas e similares, hoje geralmente se refere a pistolas e armas de fogo semelhantes. Um objetivo importante da arma secundária é ser usada se a arma principal não estiver disponível (danificada ou perdida), se ficar sem munição ou se apresentar mau funcionamento.
Em muitos exércitos contemporâneos, a emissão de uma arma na forma de uma pistola de serviço é um claro sinal de autoridade e é a marca de um oficial ou alto suboficial. No protocolo de cortesia, a rendição da arma do comandante é o ato final na rendição geral de uma unidade. Uma tal cena foi imortalizada na série Band of Brothers da HBO, onde um oficial superior alemão entrega a sua pistola ao Major Dick Winters (Damian Lewis). Se não houver má vontade, e uma interpretação estrita de cortesia militar for aplicada, um comandante que se rende pode ser autorizado a manter sua arma para exercer seu direito de comando sobre seus homens.